# Cinder Cone Wilderness
Pour le volcan de Californie, voir Cinder Cone.
La Cinder Cone Wilderness est une aire protégée du Nouveau-Mexique, aux États-Unis. Cette Wilderness Area créée en 2019 s'étend sur 68,5 km2 au sein de l'Organ Mountains-Desert Peaks National Monument. Elle est administrée par le Bureau of Land Management.